# NGC 1673
NGC 1673 is een open sterrenhoop in het sterrenbeeld Tafelberg. Het hemelobject werd in 1834 ontdekt door de Britse astronoom John Herschel.

## Synoniemen
- ESO 55-SC34